# Claustropyga abblanda
Claustropyga abblanda är en tvåvingeart som först beskrevs av Freeman 1983.  Claustropyga abblanda ingår i släktet Claustropyga och familjen sorgmyggor. Arten är reproducerande i Sverige. Inga underarter finns listade i Catalogue of Life.